# 虚无主义
虛無主義（英語：Nihilism，源自拉丁語nihil），指的是一系列哲學觀點的集合，它拒絕承認某個人事物的存在意義，並且認為想證明它有意義的舉動全是徒勞的，例如人類對客觀、真理、知識、道德、價值觀等概念的看法。
虛無主義分為很多個流派，每派的立場均不相同。虛無主義的支持者認為，正是因為虛無的本質，所以人們才沒法對虛無主義統一意見，這恰恰證明人類的所有價值觀都是毫無根據的，想理解所有的知識也是不可能的，某些生命的存在與否對我們的現實根本毫無影響。支持虛無主義的學者可能認為它只是一個貼在各種不同哲學上的標籤，或是一個由唯名論、懷疑主義和哲學悲觀主義產生的獨特歷史概念，也可能來自基督教本身。
現代歐美社會對虛無主義的理解，很大程度上源自於尼采的“虛無主義危機、上帝已死”說法，但尼采的思想只是虛無主義中的一個派別，他最終倡導的也不是虛無，而是“更高價值的破壞”和“對生命的反對”。然而，早期的虛無主義可能更有選擇性地否定社會、道德、政治和美學，不會全盤否定，只是挑選其中的某些領域來否定，即“反霸權思維”。“虛無主義”這個術語有時又與“失範”的概念一起結合使用，以便解釋“對人類和社會制度的絕望情緒”。虛無主義也被描述為在某些歷史時期顯著或構成某些歷史時期。例如，尚·布希亞和其他人將後現代性描述為虛無主義的時代或思維方式。。
同樣，一些神學家和宗教人士表示，後現代性和現代性的許多方面透過否定宗教原則來代表虛無主義。然而，虛無主義被廣泛歸因於宗教和非宗教觀點。在普遍使用中，該術語通常是指存在虛無主義的形式，根據這種形式，生命沒有內在價值、意義或目的。 虛無主義中的其他突出立場包括拒絕所有規範和倫理觀點（道德虛無主義），拒絕所有社會和政治制度（政治虛無主義，英語：Political nihilism），認為沒有知識可以或確實存在的立場（認識論虛無主義，英語：Epistemological nihilism），以及許多形而上學立場斷言非抽象對象不存在（形而上學虛無主義，英語：Metaphysical nihilism），複合對像不存在（分體虛無主義，英語：Mereological nihilism），甚至生命本身不存在。

## 词源
英文「Nihilism」这个词最早来源于拉丁语中的“nihil”，意为“什么都没有”。牛津英语字典认为它于1817年进入英语词汇，而Alain Ray的Dictionnaire historique de la langue française（1995年修订版）认为它在1787年进入法语词汇，nihiliste最早于1761年使用；不过那时，指宗教意义上的异教徒。Ray同时认为1829年出现在俄语中的nigilizm，是由于这个词对于现代语言的浸透。
拉丁语中的不定代词nihil 由nihilum减缩而成。

## 哲学中的虚无主义
虽然屠格涅夫使虚无主义这个词眾所周知，但它是由弗里德里希·海因里希·雅各比首先引入哲学领域。雅各比想用这个词展现出理性主义特色，特别是康德的批判哲学。他认为所有的理性主义都可以减到虚无，这样我们应该试图去避免它，回归到某些信仰。
尼采晚期的作品主要是关于虚无主义的。《權力意志》的一卷，由尼采1883年到1888年的笔记精选组成。他将之命名为“欧洲虚无主义”并认为这是19世纪的主要问题。尼采将虚无主义定义为：使世界，特别是人类生存没有意义、目标、可以理解的真相和本质价值。
虽然后现代主义被一些人取笑为虚无主义，但就虚无主义者倾向于失败主义来说，它并不符合上述虚无主义的公式。后现代主义哲学家试图去寻找庆祝他所探索的形形色色独特的人类关系的力量和原因。怀疑论不必对道德概念的现实做出任何结论，他们也不用在没有可知事实的情况下讨论有关存在意义的问题。

### 伦理道德中的虚无主义
在伦理中，“虚无主义者”或“虚无主义”是用来指彻底拒绝一切权威，道德，社会习惯的行为，或声言要这样做的人。或是通过拒绝一切既定的信仰，或是通过极端的相对主义或怀疑主义，虚无主义者认为那些对于权力的掌控都是无效的并应被对抗。在虚无主义者看来，道德价值的最终来源并非文化或理性，而是个体本身。

### 后现代主义与知识的崩溃
后现代主义思想将认识论及伦理体系推至极端的相对主义。这在让-弗朗索瓦·利奥塔及德里达的作品中尤其明显。这些哲学家试图否认西方文明真理、意义、历史进程、人文主义理想以及启蒙运动所建立的基础。虽然原则上后现代主义被认为是虚无主义哲学，值得注意的是，虚无主义接受后现代主义的非难。虚无主义是对宇宙真理的宣称，这正是后现代主义所拒绝的。

## 艺术中的虚无主义
有许多艺术运动如超现实主义、立体主义都被人们批评说有虚无主义嫌疑。另一些艺术运动如达达主义则公开将之奉为信条。广泛地说，现代艺术被认为是虚无主义的。正像在纳粹党的堕落艺术展上的作品一样，现代艺术通常有一种非表现性的本质。

### 达达运动
达达主义在第一次世界大战期间首先被使用，这酝酿了后来从1916年持续到1923年的运动。达达主义者声称达达运动不是艺术运动而是反艺术运动。有时他们从别的作品中拿出部分将之拼接起来，很像是重拼诗（found poetry），这样他们削弱了艺术的含义与定义。其它时候，达达主义者关注审美趋向以求避免它，试图使他们的作品没有意义及审美价值。

### 文学中的虚无主义
虽然“虚无主义”这个词是近代历史的产物，它所代表的态度却不是。我们可以参见麦克白接近结尾处的著名篇章。麦克白虽没有谈论宇宙的崩塌或扩张，但他谈论的是更残忍、更与人相关的“死亡”。
Out, out, brief candle! “熄灭吧，熄灭吧，短命之烛！”
Life's but a walking shadow, a poor player “生命不过一行走之陰影, 一可憐之優伶”
That struts and frets his hour upon the stage “昂首闊步著與煩惱著在他在舞台上的一辰”
And then is heard no more; it is a tale， “爾後再不被聽聞. 生命是一個故事”
Told by an idiot, full of sound and fury, “被傻子述說著, 滿是喧囂”
Signifying nothing. (Act 5, Scene 5) “象徵著無物”
在19世纪，俄国小说家屠格涅夫在他的小说《父与子》（1862年）中描写了俄国兴起的“多余人”的观点，这使得虚无主义名声鵠起。“多余人”多是上层社会的学生，他们对于改革主义者的慢步子已不抱幻想。这种崭新哲学的代表是德米特里·皮萨列夫，他主张改革实用主义并宣扬用暴力改革社会，他就是《父与子》中“巴扎洛夫”的原形，他对“巴扎洛夫”这个以他为原型的，同时是英雄与恶人的虚构形象十分满意。
自从虚无主义通过“巴扎洛夫”这个形象闻名后，这个词很快成为了嘲笑年轻的更为激进一代的万能词。这个词经常用来指一个其中的发言者没有道德意识，不相信真理、美和爱的群体或哲学（不管怎样发言者与他的听众不在乎社会准则）。
在左拉1885年的作品《萌芽》中，虚无主义者苏沃林组织了矿井工人暴动，造成了灾难性的场面，他戏剧化了虚无主义的危险。
加缪的作品一直探讨虚无主义。
在当代文学中，虚无主义主题可以在
- 在库尔特·冯内古特的书中也可见。
- 罗伯特·斯通（Robert Stone）也是一位经常以虚无主义为主题的美国当代作家。在他的小说“日落之旗”（A Flag for Sunrise）（1981年）中，主角霍利维尔（Holliwell）挣扎着对抗他自己的虚无主义倾向。
- 另一位书写虚无主义的是美国作家恰克·帕拉尼克，如在他1996年的小说“鬥陣俱乐部”中，“毁灭计划”的终极目的，就是摧毁现代文明以重建人性。然而帕拉涅科声称他并没有故意写虚无主义。

### 音乐中的虚无主义
朋克摇滚经常被认为对世界持有虚无主义和无政府主义看法。死亡金属和黑金属也通常包含虚无主义的思想主题。

## 相关文献
- Friedrich Heinrich Jacobi （页面存档备份，存于）. entry by George di Giovanni on the Stanford Encyclopedia of Philosophy website

- Nietzsche, Friedrich (1886). Beyond Good and Evil. Project Gutenberg eText.

- Nietzsche, Friedrich. Thus Spake Zarathustra. Project Gutenberg eText.

- Nihilism, The Root of the Revolution of the Modern Age, Eugene (Fr. Seraphim) Rose, Fr. Seraphim Rose Foundation, Forestville, CA, l994,l995.

- Shows About Nothing: Nihilism in Popular Culture from The Exorcist to Seinfeld, Thomas S. Hibbs, Spence Publishing Company, Dallas, TX, 2000 .

## 外部連結
- 賴賢宗：〈海德格與西谷啟治論虛無主義 （页面存档备份，存于）〉。
- Catholic Encyclopedia: Nihilism （页面存档备份，存于）
- Center for Nihilist and Nihilism Studies （页面存档备份，存于）
- Fathers and Sons by Ivan Turgenev, the first novel about Nihilism.（页面存档备份，存于）
- Internet Encyclopedia of Philosophy: Nihilism（页面存档备份，存于）
- Modernity and Nihilism - A religious ethicist's argument that secular history and modernity represent Nihilism（页面存档备份，存于）
- Nihilism and the Postmodern in Vattimo's Nietzsche, Ashley Woodward（页面存档备份，存于）
- Nihilism: The Root of the Revolution of the Modern Age by Fr. Seraphim (Eugene) Rose
- Stanford Encyclopedia of Philosophy: Friedrich Heinrich Jacobi（页面存档备份，存于）
- "Elisha Shapiro's ongoing conceptual art exploration of Nihilism" （页面存档备份，存于）
- Nihilism's homepage
- 张志伟：轴心时代、形而上学与哲学的危机——海德格尔与未来哲学［http://www.aisixiang.com/data/115963.html］